# Tom Stoppard

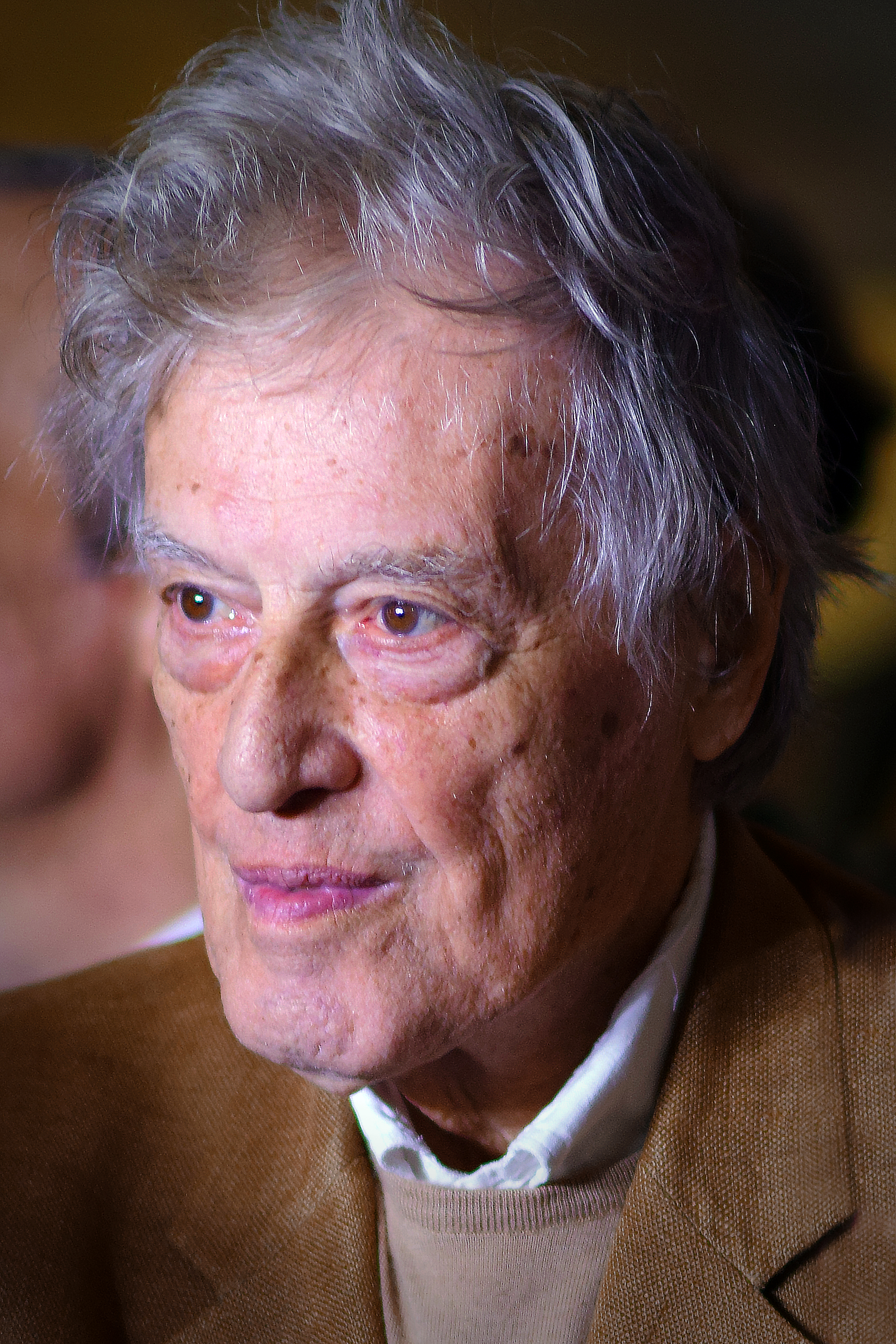
Tom Stoppard (2022)

Sir Tom Stoppard OM, CBE (geboren als Tomáš Straussler; * 3. Juli 1937 in Zlín, Tschechoslowakei) ist ein britischer Dramatiker, der bekannt ist für Stücke wie The Real Thing und Rosencrantz and Guildenstern Are Dead sowie für das Drehbuch zu dem Film Shakespeare in Love. Er gilt als einer der herausragenden Autoren des britischen Nachkriegsdramas, das er durch seine sowohl bühnenwirksam wie auch intellektuell anregende Mischung aus Wortwitz, Situationskomik und philosophischen Reflexionen maßgeblich mit beeinflusst hat. Seine Werke gehören zu den meistgespielten und ebenfalls in akademischen Kreisen am intensivsten diskutierten Stücken des zeitgenössischen britischen Dramas. Der Stellenwert Stoppards als Autor und Dramatiker wurde 1997 auch durch seine Erhebung in den Adelsstand gewürdigt.

## Leben und Werk
Tom Stoppard wurde am 3. Juli 1937 als Tomáš Straussler in Zlín in der Tschechoslowakei geboren. Beide Eltern waren Juden, sein Vater war Werkarzt bei der Bata-Schuhfabrik. Die Eltern flohen 1939 mit den zwei Söhnen nach der deutschen Invasion aus der Tschechoslowakei und gelangten nach Singapur. Strausslers Großeltern und andere Verwandte wurden Opfer des Holocaust. Straussler besuchte eine englische Schule in Indien, wohin seine Familie weiter floh, als die Japaner im Frühjahr 1942 in Singapur einmarschierten. Sein Vater starb während dieser Flucht, seine Mutter heiratete 1946 einen britischen Major namens Stoppard. Die neue Familie siedelte im gleichen Jahr nach England über.
Stoppard verließ die Schule mit 17 und begann, als Journalist zu arbeiten. Sein erstes Stück, A Walk on the Water (späterer Titel: Enter a Free Man) wurde 1960 fertiggestellt, 1963 im Fernsehen gezeigt und 1964 auf der Bühne in Hamburg uraufgeführt. 1963 war Stoppard als Theaterkritiker für die Zeitschrift Scene tätig. Ein Jahr später nahm er am Literarischen Kolloquium in Berlin teil, was ihm die Arbeit an einem seiner berühmtesten Stücke, Rosencrantz and Guildenstern Are Dead ermöglichte, einer Komödie mit zwei Nebenfiguren aus Hamlet. Es ähnelt Samuel Becketts absurdem Stück Warten auf Godot. Stoppards eigene Verfilmung des Werkes wurde 1990 bei den internationalen Filmfestspielen von Venedig ausgezeichnet.

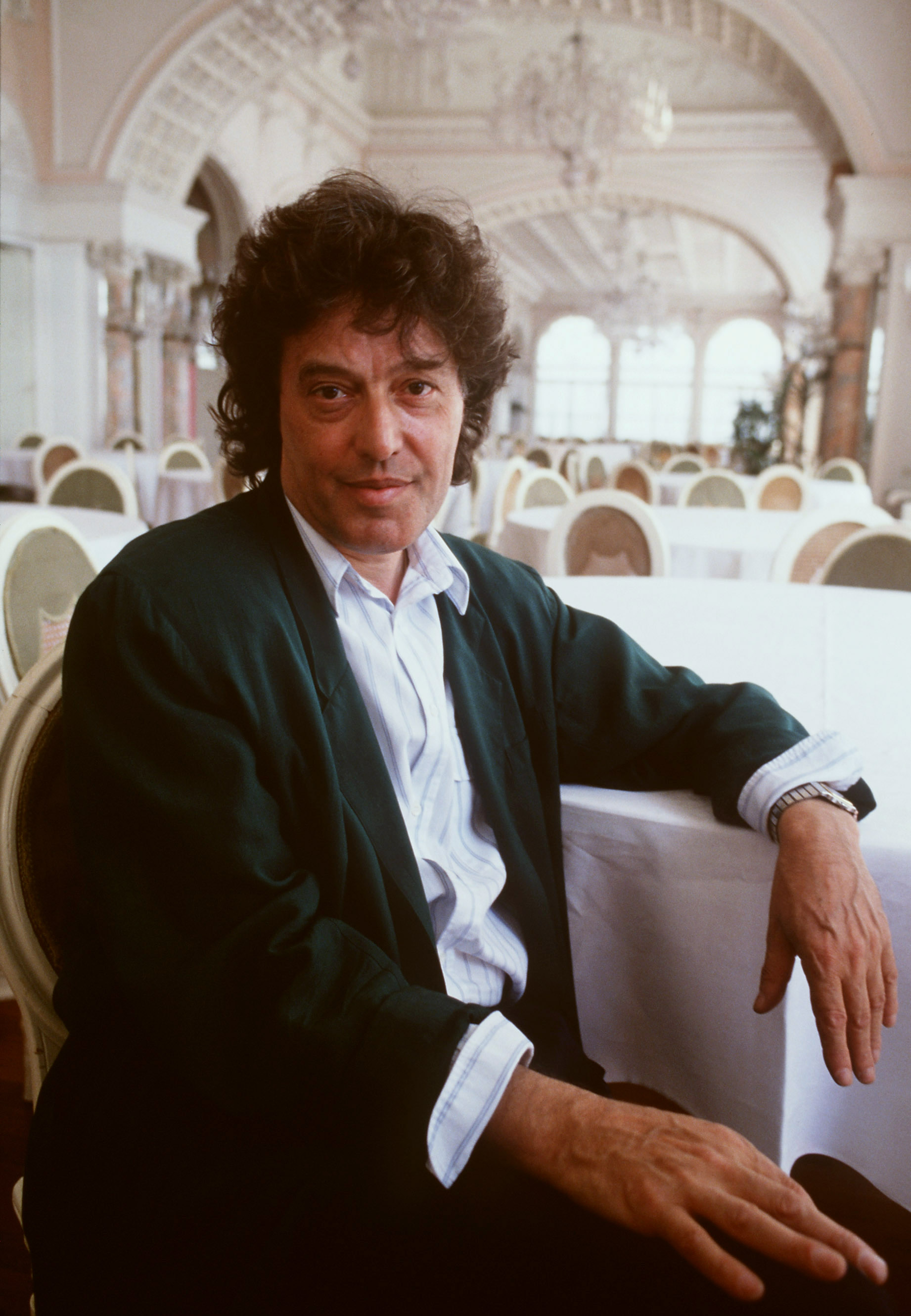
Stoppard in Venedig (1990)

Die Verbindung von Becketts Warten auf Godot mit Shakespeares Hamlet, deren Nebenfiguren bei ihm zu den Protagonisten seines Stückes werden, lassen bereits die für viele seiner Werke typische Verknüpfung von Intertextualität und Metadrama erkennen. Mit der sich hier schon abzeichnenden Verstrickung seiner Figuren in eine Vielzahl von Sinnsystemen und kulturellen Konstrukten, die für zahlreiche seiner weiteren Stücke charakteristisch ist, stellt Stoppard zugleich die Möglichkeit einer Überschreitung des im weitesten Sinne Textuellen im Hinblick auf die Erkenntnis einer letztgültigen Realität oder Wahrheit radikal in Frage.
Im Jahr 1968 wurde The Real Inspector Hound uraufgeführt, das eine ähnliche Verschränkung von Alltags- und Bühnenwirklichkeit aufweist wie Rosencrantz and Guildenstern Are Dead. Als zwei Theaterkritiker, die zunächst Zuschauer eines Kriminalstücks sind, sich in das Bühnengeschehen einbeziehen lassen, werden sie erschossen. Das Stück zielt in seiner raffinierten satirischen Gestaltung auf die Konkurrenz unter Journalisten.
Auch die Dramen Jumpers (1972) und Travesties (1974) zeigen Stoppards sprachliche und dramatische Gestaltungsfähigkeiten. Beide Stücke wurden von den Kritikern wohlwollend aufgenommen und hatten auch beim Publikum schnell Erfolg. Jumpers verbindet Elemente einer Liebeskomödie, eines Kriminalstückes und einer Farce mit philosophischen Reflexionen. Die Zuschauer werden zu Fragen und Spekulationen angeregt, auf die es jedoch keine Antwort gibt. Die äußere Bewegungen der Figuren und ihre inneren gedanklichen Regungen sind Ausdruck ihrer gleichsam akrobatischen Existenz. Dieser akrobatische Tanz wirkt jedoch absurd, da er keinen Sinn ergibt; illustriert wird lediglich die Leere und der trügerische Schein des Lebens in der Moderne.
Das Drama Travesties beruht auf der historischen Tatsache, dass sich während des Ersten Weltkrieges James Joyce, Tristan Tzara und Lenin in Zürich aufhielten, wo Joyce in dieser Zeit eine Aufführung von Oscar Wildes Komödie The Importance of Being Earnest zustande brachte. Die Szenen, die Joyce und Tsara in den Mittelpunkt rücken, glänzen mit ihren parodistischen Effekten, wohingegen die Passagen, die die politischen Ideen Lenins thematisieren, nicht mit gleicher theatralischer Eleganz in den Verlauf der komödiantischen Handlung einbezogen werden. Vor dem Hintergrund der politisch-historisch sehr ernsten Lage versagen hier die farcenhaften Gags.
1978 schrieb Stoppard nach einer Novelle von Vladimir Nabokov das Drehbuch zu Despair – Eine Reise ins Licht, einem wenig bekannten Film von Rainer Werner Fassbinder. Mit dem Drama Night and Day im gleichen Jahr kehrte er zu einem Thema zurück, das ihn bereits in seinen ersten Werken beschäftigt hatte: die Rolle und Verantwortung des Journalisten in der modernen Gesellschaft. Das Stück spielt in einem imaginären afrikanischen Staat; die Situation der dort arbeitenden Journalisten zeigt jedoch modellhaft die wesentliche Problematik ihres Berufes auf: Schreibt der Journalist einzig als Broterwerb um des Geldes willen oder will er vor allem der Wahrheit zum Durchbruch verhelfen? Dieses Drama belegt, dass Stoppards Interesse bei allem Talent für komödiantisches Spiel und allem Spaß an Parodien ebenso auf die Grundfragen des gegenwärtigen Zeitalters gerichtet ist.
Zahlreiche Kurzdramen wie After Magritte (1970), Dirty Linen and New-Found Land (1976) oder Dogg’s Hamlet und Cahoot’s Macbeth (1979) bieten Variationen der abendfüllenden Stücke Stoppards; in Dirty Linen and New-Found Land thematisiert er wiederum im Stil einer Farce Probleme der Sexualmoral im Bereich der Politik und der Presse. Fernsehspiele wie Professional Foul (1977), das Hörspiel Artist Descending a Staircase (1972) oder die Drehbücher für zahlreiche Filme sowie die Bearbeitungen der Werke anderer Autoren wie beispielsweise Lorcas The House of Bernarda Alba (1973) oder Arthur Schnitzlers Das weite Land (englisch als Undiscovered Country, 1979) und Nestroys Einen Jux will er sich machen (englisch: On the Razzle, 1981) dokumentieren Stoppards breitgefächerte Interessen sowie seine Fähigkeit, sich als Dramatiker auf die unterschiedlichen Anforderungen verschiedener Medien einzustellen. Mit der Ehetragödie The Real Thing (1982) präsentiert Stoppard im Stil seiner früheren Stücke erneut das Spiel mit den verschiedenen Realitätsebenen.
Seine Stücke spielen mit philosophischen Ideen, die mit viel Witz und Humor vorgetragen werden. Stoppard zeigt sich dabei als ein Meister des Wortspiels und verwendet oft multiple Zeitleisten in seinen Werken, die gleichermaßen mit ihrer Selbstthematisierung des Theaters die Frage nach dem Verhältnis von Kunst und Leben oder Fiktion und Wirklichkeit stellen. Gleichermaßen zeigt sich in Stoppards Stücken seine Vorliebe für Verknüpfung von weit Auseinanderliegendem und scheinbar Inkompatiblem, sodass überraschende Analogien zu Tage treten, wie beispielsweise zwischen Philosophie und Akrobatik (in Jumpers) oder Spionage und Quantenphysik (in Hapgood, 1988). Seine Werke sind zudem von der Vorstellung geprägt, dass der Akt der Beobachtung (the act of observing) und die standortgebundene Perspektivität einer jeglichen Realitätssicht die Wirklichkeit determinieren. Dies zeigt sich nicht nur in der Einarbeitung wissenschaftlicher Theorien oder philosophischer Konzeptionen in seine Werke, sondern ebenso in den vielfältigen Verfremdungen des klassischen Kriminalgenres, das von dem Konzept einer rational ergründbaren Wirklichkeit getragen wird, so etwa in The Real Inspector Hound (1968) oder After Magritte.
Ob es nun um die persönliche Befangenheit der Theaterkritiker in Hound, die Hypothesen von Polizei und Zeugen in After Magritte oder die durch literarische Muster gefilterte Konstruktion der eigenen Biografie oder Identität in Travesties geht, Stoppard liefert immer wieder in seinen Stücken die hermeneutische Einsicht in die konstitutive Funktion des jeweiligen Vorverständnisses. Die Relativität der Standpunkte bestimmt dabei zugleich den dramatischen Handlungsverlauf und den Wechsel der Repliken.
Wenngleich Stoppards Stücke allesamt keine klar fassbare Gesamtaussage haben, so bedeutet dies indes keinen bloß beliebigen Relativismus. Einerseits nähert sich Stoppard in Travesties zwar Derridas Einsicht in die Unmöglichkeit der Festschreibung einer Bedeutung, wie sie in dessen différance-Begriff kulminiert, andererseits verweist er mit der um moralisch-politische Fragestellungen kreisenden Konfrontation von Ästhetizismus und Totalitarismus, etwa in Dirty Linen oder Every Good Boy Deserves Favour (1978), jedoch auf einen Bereich absoluter Werte, der jenseits des intellektuellen Spiels liegt.

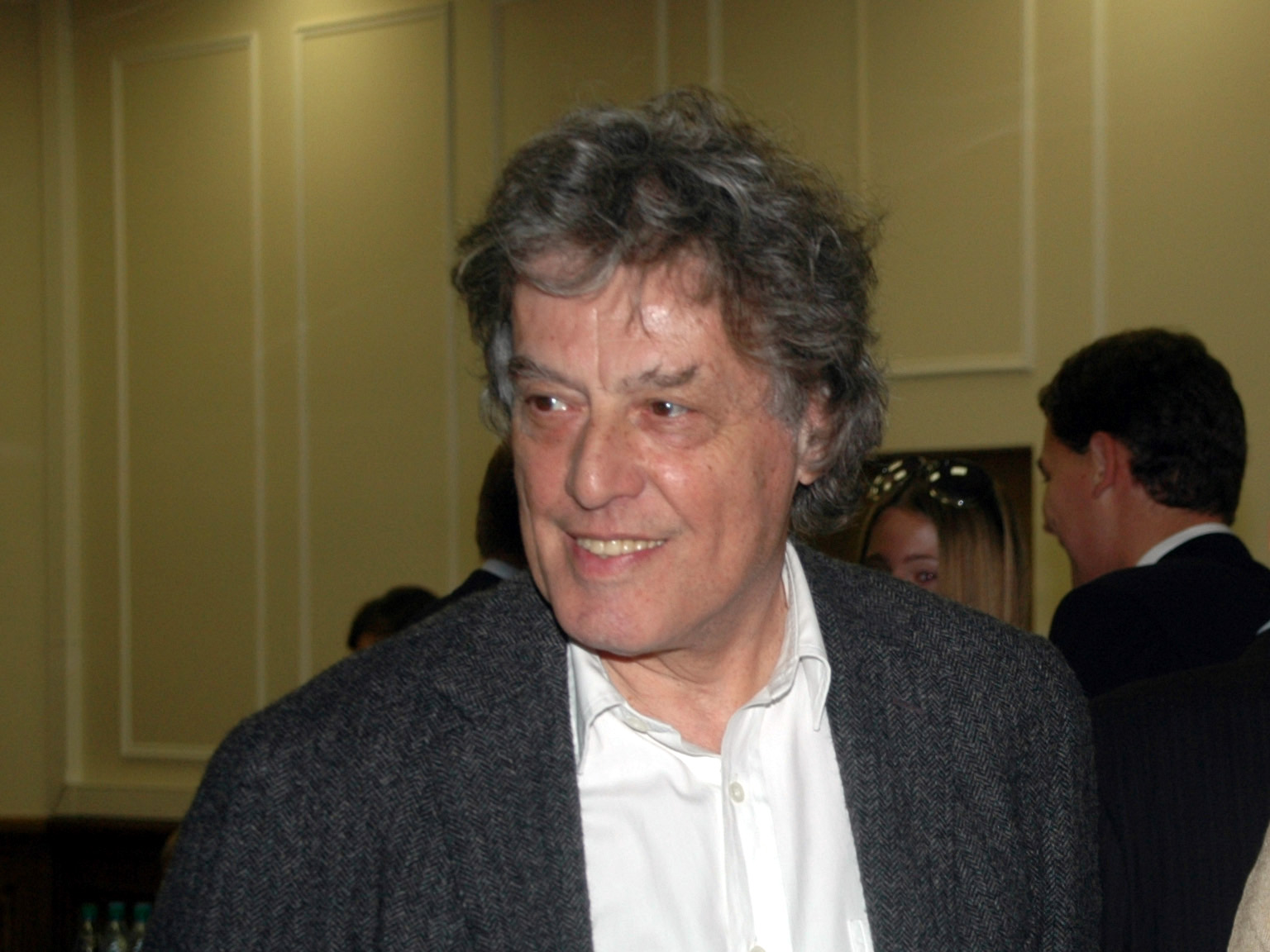
Tom Stoppard (2007)

In seinen später entstandenen Stücken setzte Stoppard vor allem mit Arcadia (Arkadien) 1993 einen weiteren Höhepunkt in seinem literarischen Schaffen. Es geht erneut um die Problematik einer Konstruktion von Wirklichkeit mit jeweils unterschiedlichen Prämissen, hier im Spannungsfeld von erkennbarer Ordnung zum einen und Chaos zu anderen. Wiederum werden gänzlich unterschiedliche Bereiche des menschlichen Handelns miteinander in Beziehung gebracht wie Gartenbau und Literatur (d. h. klassische Formstrenge und romantische Wildheit), Physik und Mathematik (d. h. Newtons Weltbild und Chaos bzw. Thermodynamik) und schließlich Sexualität (d. h. eheliche Liebe im Gegensatz zu illegitimen Beziehungen) als jene Anziehung, die Newton ausließ („attraction that Newton left out“). Durch das Alternieren zwischen zwei Zeitebenen (1809 und Gegenwart) macht Stoppard auf die vorurteils- und interessegeleiteten Strategien bei der Rekonstruktion oder auch Konstruktion des Vergangenen aufmerksam, insbesondere im Hinblick auf die Ereignisse um Lord Byron, der am Rande der Vergangenheitshandlung agiert, ohne allerdings selbst aufzutreten. Gleichermaßen versucht Stoppard zu zeigen, wie irrig die Annahme einer Linearität der Zeit und der fortschreitenden Verbesserung der menschlichen Erkenntnisfähigkeiten ist. Alle Versuche, eine „Realität an sich“ zu ergründen, haben auch in diesem Stück immer nur eine bedingte Gültigkeit; die Wirklichkeit in ihrem tatsächlichen So-Sein bleibt aus Stoppards Sicht letztlich unbestimmbar.
Tom Stoppard war zweimal verheiratet: In seiner ersten Ehe mit der Krankenschwester Jose Ingle (1965–1972) und dann mit Miriam Moore-Robinson (1972–1992). Seine zweite Ehefrau verließ er, um eine Beziehung mit der Schauspielerin Felicity Kendal einzugehen. Er hat je zwei Söhne aus den beiden Ehen, darunter Schauspieler Ed Stoppard.

## Auszeichnungen und Ehrungen
Im Jahr 1978 wurde Stoppard zum Commander des Order of the British Empire (CBE) ernannt; 1997 wurde er zum Ritter geschlagen. 1986 wurde er in die American Academy of Arts and Sciences gewählt. 2000 wurde er von Königin Elisabeth II. in den Order of Merit aufgenommen. Im selben Jahr wurde er als Ehrenmitglied in die American Academy of Arts and Letters aufgenommen. 2009 wurde er mit dem Praemium Imperiale ausgezeichnet. 2017 wurde er zum Ehrenmitglied der British Academy ernannt und erhielt den David Cohen Prize für sein Lebenswerk.
Von 1984 bis 2016 vergab die Stiftung der Charta 77 den Tom-Stoppard-Preis für essayistische tschechische Literatur.

## Werke (Auswahl)

### Bühnenwerke
- A Separate Peace (1966 als Fernsehfassung, 1969 als Buchfassung)
ein Mann, der in einem privaten Krankenhaus leben will, weil er des Lebens müde ist.
- Rosencrantz and Guildenstern Are Dead (1967; dt. Rosenkranz und Güldenstern)
- Enter a Free Man (1968)
- After Magritte (1970)
- The Real Inspector Hound (1968)
ist ein bekanntes kurzes Schauspiel. Zwei Theaterkritiker schauen ein Stück an und werden selbst in einen Mord verwickelt.
- Jumpers (1972)
untersucht die akademische Philosophie und stellt sie ähnlich einem gymnastischen Wettkampf dar.
- Travesties (1974)
ist eine Parodie auf Oscar Wildes The Importance of Being Earnest.
- Dirty Linen and New-Found-Land. (1976)
- Every Good Boy Deserves Favour (1977)
ist ein Stück, das zwar mit nur wenigen Schauspielern auskommt, jedoch ein komplettes Orchester benötigt, um aufgeführt zu werden.
- Night and Day (1978)
- Dogg’s Hamlet (1979)
In diesem Stück sprechen die Schauspieler normale englische Wörter, die jedoch ganz andere Bedeutungen haben.
- Undiscovered Country (1979)
- On the Razzle. (1981)
ist eine Komödie, die auf einem Stück aus dem 19. Jahrhundert basiert, das von dem österreichischen Dramatiker Johann Nestroy geschrieben wurde: Einen Jux will er sich machen (Nestroys Werk diente ebenfalls als Vorlage für Thornton Wilders The Matchmaker und das Musical Hello, Dolly!).
- The Real Thing. (1982; revidierte Fassung 2010; dt. Das einzig Wahre)
untersucht das Wesen der Liebe und die Entstehung von Literatur.
- Rough Crossing (1984)
- Dalliance (1986)
- Hapgood (1988)
vermischt einen Spionage-Thriller und Quantenmechanik.
- Arcadia (1993; dt. Arkadien)
folgt den Geschicken zweier Forscher, die einen literarischen Krimi untersuchen.
- Indian Ink (1995)
befasst sich mit der britischen Herrschaft in Indien. Theaterstück, basiert auf dem  Hörspiel In The Native State.
- The Invention of Love. (1997)
beschäftigt sich mit Leben und Tod des Oxforder Dichters Alfred Edward Housman, insbesondere mit seiner Homosexualität.
- The Coast of Utopia (2002)
Trilogie, bestehend aus den Teilen Voyage, Shipwreck und Salvage. (Tony Award an Tom Stoppard für das beste Theaterstück 2007 und sechs weitere Tonys).
- Rock ‘n’ Roll (2006)
- The Hard Problem (2015)
- Leopoldstadt (2020)
beschäftigt sich mit dem Schicksal einer wohlhabenden jüdischen Familie in Wien während der ersten Hälfte des 20. Jahrhunderts.

### Hörspiele
- The Dissolution of Dominic Boot
- ‘M’ is for Moon Among Other Things
- If You’re Glad I’ll Be Frank
- Albert’s Bridge
- Where Are They Now?
- Artist Descending a Staircase
- The Dog It Was That Died
- In the Native State
- Darkside (BBC, Vertonung von The Dark Side of the Moon von Pink Floyd)

#### Deutschsprachige Hörspiele
- 1968: Das Fräulein, das die Zeit ansagt – Regie: Horst Loebe (HR/NDR)
- 1968: Mit Co-Autor John Hurt: Alberts Brücke – Regie: Hans Bernd Müller (SFB/SDR/RB)
- 1973: Der Treppensturz – Regie: Raoul Wolfgang Schnell (WDR)
- 1976: Rosenkranz und Güldenstern – Regie: Hans Rochelt (ORF Burgenland)
- 1980: Das Fräulein, das die Zeit ansagt – Regie: Ferry Bauer (ORF Oberösterreich)
- 1984: Aus Studio 13: Es war der Hund, der starb ... – Regie: Otto Düben (Kriminalhörspiel – SDR)

Quellen: ARD-Hörspieldatenbank und Ö1-Hörspieldatenbank

### Filme
- 1975: Die romantische Engländerin (The Romantic Englishwoman) – Drehbuch mit Thomas Wiseman nach dessen Roman (1971)
- 1978: Despair – Eine Reise ins Licht – Drehbuch nach dem Roman Verzweiflung (engl. Despair) von Vladimir Nabokov
- 1979: Der menschliche Faktor (The Human Factor) – Drehbuch nach dem gleichnamigen Roman von Graham Greene
- 1983: Brazil – erste Drehbuchfassung
- 1987: Das Reich der Sonne (Empire of the Sun) – Drehbuch nach dem gleichnamigen Roman von J. G. Ballard
- 1990: Rosenkranz & Güldenstern (Rosencrantz and Guildenstern are Dead ) – Drehbuch und Regie nach seinem eigenen Theaterstück
- 1990: Das Rußland-Haus (The Russia House) – Drehbuch
- 1991: Billy Bathgate – Drehbuch nach dem Roman Billy Bathgate von E. L. Doctorow
- 1998: Shakespeare in Love – Drehbuch in Zusammenarbeit mit Marc Norman (Oscar für das beste Originaldrehbuch)
- 2000: Vatel – Drehbuch in Zusammenarbeit mit Jeanne Labrune
- 2001: Enigma – Das Geheimnis – Drehbuch
- 2012: Anna Karenina – Drehbuch
- 2017: Tulpenfieber (Tulip Fever) – Drehbuch

### Fernsehserie
- 2012: Parade’s End – Der letzte Gentleman – Drehbuch für die Serie der BBC

## Gesamtausgaben
- Tom Stoppard: Plays. 5 Bände. Faber and Faber, London 1996ff.
- Tom Stoppard. Hrsg. von Harold Bloom. Bloom’s Major Dramatists. Chelsea House, New York 2003.

## Weiterführende Literatur
- Beate Blüggel: Tom Stoppard. Metadrama und Postmoderne. Lang Verlag, Frankfurt am Main u. a. 1992, ISBN 3-631-44970-4.
- Richard Corballis: Stoppard. The Mystery and the Clockwork. Oxford, New York 1984, ISBN 0-906399-47-5.
- Paul Delaney: Tom Stoppard: The Moral Vision of the Plays. Macmillan, London/ Basingstoke 1990, ISBN 1-349-20605-9 (Neuauflage 2014).
- William W. Demastes: The Cambridge Introduction to Tom Stoppard. Cambridge University Press, Cambridge 2012, ISBN 978-1-107-60612-8.
- John Fleming: Stoppard’s Theater: Finding Order Amid Chaos. University of Texas Press, Austin 2001, ISBN 0-292-72552-3.
- Jim Hunter: About Tom Stoppard: The Playwright & the Work. Faber & Faber, London 2005, ISBN 0-571-22023-1 (Neuauflage 2006).
- Katherine E. Kelly (Hrsg.): The Cambridge Companion to Tom Stoppard. Cambridge University Press, Cambridge 2001, ISBN 0-521-64592-1 (Neuauflage 2010).
- Hermione Lee: Tom Stoppard: A Life. Alfred A. Knopf, New York 2020, ISBN 978-0-451-49322-4.
- Felicia Hardison Londré: Tom Stoppard. Literature and Life. (= Modern Literature Series). Frederick Ungar Publishing, New York 1981, ISBN 0-8044-2538-8.
- Doris Mader: Wirklichkeitsillusion und Wirklichkeitserkenntnis. Eine themen- und strukturanalytische Untersuchung ausgewählter großer Bühnendramen Tom Stoppards. Winter Verlag, Heidelberg 2000, ISBN 3-8253-1066-3.
- Beate Neumeier: Spiel und Politik : Aspekte der Komik bei Tom Stoppard. Fink Verlag, München 1986, ISBN 3-7705-2417-9.
- Nigel Purse: Tom Stoppard’s Plays. Patterns of Plenitude and Parsimony. Brill, Leiden 2016, ISBN 978-9-004-31836-6.
- Holger Südkamp: Tom Stoppard’s Biographical Drama. Wissenschaftlicher Verlag Trier, Trier 2008, ISBN 978-3-86821-043-9.